# Fátima Olea Serrano
María Rosario Fátima Olea Serrano es catedrática de universidad perteneciente al Departamento de Nutrición y Bromatología de la Universidad de Granada. Es la responsable del grupo de Investigación Nutrición, Dieta y Evaluación de riesgos (AGR-255), con más de 90 artículos de investigación, 3 libros publicados y 27 tesis dirigidas.
En el curso académico 2015-2016 imparte docencia en el grado universitario de Nutrición Humana y Dietética (enlace roto disponible en Internet Archive; véase el historial, la primera versión y la última)., concretamente impartiendo las asignaturas de Alimentación en colectividades y Nutrición II, y en el máster universitario de Nutrición Humana